# 白城魔鬼：奇蹟與謀殺交織的博覽會
《白城魔鬼：奇蹟與謀殺交織的博覽會》（英語：The Devil in the White City: Murder, Magic, and Madness at the Fair That Changed America）是美國自由撰稿作家艾瑞克·拉森於2003年出版的非小說類作品，此作品主要圍繞芝加哥哥倫布紀念博覽會的營造過程及連續殺人犯哈里·霍華德·賀姆斯的故事。此作品2003年入圍了美國國家圖書獎及於2004年獲得愛倫·坡獎真實犯罪類。

## 故事簡介
1891年，芝加哥擊敗紐約等大城市，獲得了世博會的主辦權，舉城歡騰，但市政府成立了眾多的委員會，令行政非常混亂，再加上上屆1889年巴黎的世界博覽會獲得空前成功，令芝加哥市倍感壓力。市政府於是委任了丹尼爾·哈德森·伯漢為建築設計的負責人，伯漢憑著堅毅的努力，克服了東西岸建築師的分歧、迫切的時間、有限資金等的問題，始終建成了一個超越巴黎世博會的芝加哥世博會。同一時間，在伯漢籌備世博會的同時，芝加哥市來了一個年輕的醫生哈里·霍華德·賀姆斯，他化成了不同的偽名，欺詐了大量的金錢，在世博會附近建造了如城堡般的旅館，吸引年輕少女入住並殺害她們，在世博會期間，死於賀姆斯手下的人已經不可考究。故事在描述芝加哥如何成為舉世知名的白城，同時表寫白城的黑暗面。